# The Last Waltz (álbum)
The Last Waltz es una banda sonora y el último álbum del grupo norteamericano The Band, publicado por el sello discográfico Warner Bros. Records en abril de 1978. El álbum acompañó la publicación de la película de Martin Scorsese The Last Waltz, la cual documenta el último concierto del grupo, que tuvo lugar el Día de Acción de Gracias de 1976.

## Historia
El triple álbum documenta el concierto de despedida que el grupo ofreció en el Winterland Ballroom de San Francisco el 25 de noviembre de 1976. El evento incluyó una cena para 5 000 asistentes, con bailes de salón y un escenario con la escenografía de La Traviata.
El concierto incluyó canciones de The Band intercaladas con canciones de artistas invitados respaldadas por el grupo. La lista de invitados incluyó músicos con los que los miembros de The Band trabajaron en el pasado, especialmente Ronnie Hawkins y Bob Dylan. Van Morrison, vecino de Woodstock, coescribió y participó en la grabación de «4% Pantomime» para el álbum Cahoots. También participaron músicos con quienes uno o varios miembros del grupo grabaron: Bobby Charles en su álbum epónimo de 1972, Ringo Starr en su álbum Ringo, Joni Mitchell en Court and Spark, Neil Young en su álbum On the Beach, Muddy Waters en The Muddy Waters Woodstock Album y Eric Clapton en No Reason to Cry.
Los dos primeros discos y la primera cara del último incluyeron canciones del concierto, mientras que la última cara del tercer disco incluyó «The Last Waltz Suite», integrada por varias composiciones de Robbie Robertson e interpretadas por el grupo en unos estudios de Metro-Goldwyn-Mayer. La suite incluyó la colaboración de Emmylou Harris en la canción «Evangeline» y un remake de «The Weight» con The Staples Singers. 
El 16 de abril de 2002, Capitol Records publicó una caja recopilatoria con material inédito no incluido en la banda sonora original. La reedición incluyó dieciséis canciones inéditas, entre las que figuran versiones en directo de «Caldonia», interpretada por Muddy Waters, una versión de «Rag Mama Rag», la canción «Acadian Driftwood», con voces de Neil Young y Joni Mitchell, el tema «W.S. Walcott Medicine Show» y el tema de cierre del concierto, «Don't Do It». A pesar de presentar una versión más completa que la banda sonora original, el box set de The Last Waltz no es una edición definitiva del concierto de despedida del grupo ya que no incluye canciones interpretadas durante el mismo como «Georgia On My Mind», «Chest Fever», «King Harvest (Has Surely Come)» y «Evangeline».

## Lista de canciones
Todas las canciones compuestas por Robbie Robertson excepto donde se anota.
Banda sonora (1978)
| Cara A |                             |              |                |          |  |
| N.º    | Título                      | Escritor(es) | Intérprete     | Duración |  |
| 1.     | «Theme from The Last Waltz» |              |                | 3:28     |  |
| 2.     | «Up on Cripple Creek»       |              | Levon Helm     | 4:44     |  |
| 3.     | «Who Do You Love»           | McDaniel     | Ronnie Hawkins | 4:16     |  |
| 4.     | «Helpless»                  | Young        | Neil Young     | 5:47     |  |
| 5.     | «Stage Fright»              |              | Rick Danko     | 4:25     |  |

| Cara B |                          |                    |               |          |  |
| N.º    | Título                   | Escritor(es)       | Intérprete    | Duración |  |
| 1.     | «Coyote»                 | Mitchell           | Joni Mitchell | 5:50     |  |
| 2.     | «Dry Your Eyes»          | Diamond, Robertson | Neil Diamond  | 3:57     |  |
| 3.     | «It Makes No Difference» |                    | Rick Danko    | 6:48     |  |
| 4.     | «Such A Night»           | Rebennack          | Dr. John      | 4:00     |  |

| Cara C |                                       |                               |                              |          |  |
| N.º    | Título                                | Escritor(es)                  | Intérprete                   | Duración |  |
| 1.     | «The Night They Drove Old Dixie Down» |                               | Levon Helm                   | 4:34     |  |
| 2.     | «Mystery Train»                       | Parker, Phillips              | Paul Butterfield, Levon Helm | 4:59     |  |
| 3.     | «Mannish Boy»                         | London, McDaniel, Morganfield | Muddy Waters                 | 6:54     |  |
| 4.     | «Further On Up the Road»              | Robey, Veasey                 | Eric Clapton                 | 5:08     |  |

| Cara D |                                             |                      |                              |          |  |
| N.º    | Título                                      | Escritor(es)         | Intérprete                   | Duración |  |
| 1.     | «The Shape I'm In»                          |                      | Richard Manuel               | 4:06     |  |
| 2.     | «Down South in New Orleans»                 | J. Wright, J. Anglin | Bobby Charles, Dr. John      | 3:06     |  |
| 3.     | «Ophelia»                                   |                      | Levon Helm                   | 3:53     |  |
| 4.     | «Tura Lura Lural (That's An Irish Lullaby)» | Shannon              | Van Morrison, Richard Manuel | 4:15     |  |
| 5.     | «Caravan»                                   | Morrison             | Van Morrison                 | 6:02     |  |

| Cara E |                                          |                        |                           |          |  |
| N.º    | Título                                   | Escritor(es)           | Intérprete                | Duración |  |
| 1.     | «Life is a Carnival»                     | Danko, Helm, Robertson | Levon Helm, Rick Danko    | 4:32     |  |
| 2.     | «Baby, Let Me Follow You Down»           | Davis, von Schmidt     | Bob Dylan                 | 3:00     |  |
| 3.     | «I Don't Believe You»                    | Dylan                  | Bob Dylan                 | 3:23     |  |
| 4.     | «Forever Young»                          | Dylan                  | Bob Dylan                 | 4:42     |  |
| 5.     | «Baby, Let Me Follow You Down (reprise)» | Davis, von Schmidt     | Bob Dylan                 | 2:46     |  |
| 6.     | «I Shall Be Released»                    | Dylan                  | Bob Dylan, Richard Manuel | 6:22     |  |

| Cara F: The Last Waltz Suite |                             |              |                                                     |          |  |
| N.º                          | Título                      | Escritor(es) | Intérprete                                          | Duración |  |
| 1.                           | «The Well»                  |              | Richard Manuel                                      | 3:27     |  |
| 2.                           | «Evangeline»                |              | Rick Danko, Emmylou Harris, Levon Helm              | 3:17     |  |
| 3.                           | «Out of the Blue»           |              | Robbie Robertson                                    | 3:03     |  |
| 4.                           | «The Weight»                |              | Levon Helm, Mavis Staples, Pops Staples, Rick Danko | 4:38     |  |
| 5.                           | «The Last Waltz Refrain»    |              | Richard Manuel, Robbie Robertson                    | 1:28     |  |
| 6.                           | «Theme from The Last Waltz» |              |                                                     | 3:22     |  |

Reedición (2002)
| Disco uno |                             |                                          |          |  |
| N.º       | Título                      | Escritor(es)                             | Duración |  |
| 1.        | «Theme from the Last Waltz» |                                          | 3:52     |  |
| 2.        | «Up on Cripple Creek»       |                                          | 5:31     |  |
| 3.        | «The Shape I'm In»          |                                          | 4:10     |  |
| 4.        | «It Makes No Difference»    |                                          | 6:52     |  |
| 5.        | «Who Do You Love?»          | E. McDaniel                              | 4:51     |  |
| 6.        | «Life is a Carnival»        | Rick Danko, Levon Helm, Robbie Robertson | 4:25     |  |
| 7.        | «Such a Night»              | M. Rebennack                             | 4:42     |  |
| 8.        | «The Weight»                |                                          | 4:50     |  |
| 9.        | «Down South in New Orleans» | J. Anglin, J. Wright                     | 3:11     |  |
| 10.       | «This Wheel's on Fire»      | Rick Danko, Bob Dylan                    | 3:54     |  |
| 11.       | «Mystery Train»             | H. Parker, Jr., S. Phillips              | 5:04     |  |
| 12.       | «Caldonia»                  | Louis Jordan                             | 6:08     |  |
| 13.       | «Mannish Boy»               | M. London, E. McDaniel, M. Morganfield   | 6:41     |  |
| 14.       | «Stage Fright»              |                                          | 4:31     |  |

| Disco dos |                                  |                                |          |  |
| N.º       | Título                           | Escritor(es)                   | Duración |  |
| 2.        | «All Our Past Times»             | Eric Clapton, Rick Danko       | 5:01     |  |
| 3.        | «Further on Up the Road»         | D. Robey, M. Veasey            | 5:30     |  |
| 4.        | «Ophelia»                        |                                | 3:45     |  |
| 5.        | «Helpless»                       | Neil Young                     | 5:54     |  |
| 6.        | «Four Strong Winds»              | Ian Tyson                      | 4:37     |  |
| 7.        | «Coyote»                         | Joni Mitchell                  | 5:28     |  |
| 8.        | «Shadows and Light»              | Joni Mitchell                  | 5:45     |  |
| 9.        | «Furry Sings the Blues»          | Joni Mitchell                  | 5:09     |  |
| 10.       | «Acadian Driftwood»              |                                | 7:07     |  |
| 11.       | «Dry Your Eyes»                  | Neil Diamond, Robbie Robertson | 4:16     |  |
| 12.       | «The W.S. Walcott Medicine Show» |                                | 3:39     |  |
| 13.       | «Tura Lura Lural»                | J. R. Shannon                  | 4:10     |  |
| 14.       | «Caravan»                        | Van Morrison                   | 6:12     |  |

| Disco tres |                                                        |                                |          |  |
| N.º        | Título                                                 | Escritor(es)                   | Duración |  |
| 1.         | «The Night They Drove Old Dixie Down»                  |                                | 4:35     |  |
| 2.         | «The Genetic Method»/«Chest Fever»                     | Garth Hudson/Robbie Robertson  | 2:41     |  |
| 3.         | «Baby Let Me Follow You Down»                          | G. Davis                       | 2:56     |  |
| 4.         | «Hazel»                                                | Bob Dylan                      | 3:41     |  |
| 5.         | «I Don't Believe You (She Acts Like We Never Have Met» | Bob Dylan                      | 3:29     |  |
| 6.         | «Forever Young»                                        | Bob Dylan                      | 5:51     |  |
| 7.         | «Baby Let Me Follow You Down (Reprise)»                | G. Davis                       | 2:59     |  |
| 8.         | «I Shall Be Released»                                  | Bob Dylan                      | 4:50     |  |
| 9.         | «Jam #1»                                               |                                | 5:32     |  |
| 10.        | «Jam #2»                                               |                                | 9:10     |  |
| 11.        | «Don't Do It»                                          | Holland-Dozier-Holland         | 6:19     |  |
| 12.        | «Greensleeves»                                         | Tradicional, arr. Garth Hudson | 3:29     |  |

| Disco cuatro |                                  |              |          |  |
| N.º          | Título                           | Escritor(es) | Duración |  |
| 1.           | «The Well»                       |              | 3:33     |  |
| 2.           | «Evangeline»                     |              | 3:10     |  |
| 3.           | «Out of the Blue»                |              | 3:20     |  |
| 4.           | «The Weight»                     |              | 4:36     |  |
| 5.           | «The Last Waltz Refrain»         |              | 1:32     |  |
| 6.           | «Theme from the Last Waltz»      |              | 3:28     |  |
| 7.           | «King Harvest (Has Surely Come)» |              | 3:52     |  |
| 8.           | «Tura Lura Lural»                | R. Shannon   | 3:52     |  |
| 9.           | «Caravan»                        | Van Morrison | 6:30     |  |
| 10.          | «Such a Night»                   | M. Rebennack | 5:24     |  |
| 11.          | «Rag Mama Rag»                   |              | 3:52     |  |
| 12.          | «Mad Waltz»                      |              | 5:30     |  |
| 13.          | «The Last Waltz Refrain»         |              | 0:50     |  |
| 14.          | «The Last Waltz Theme»           |              | 3:34     |  |

## Personal
| Personal - Rick Danko: bajo, violín y voz - Levon Helm: batería, mandolina y voz - Garth Hudson: órgano, acordeón, sintetizadores y arreglos de vientos - Richard Manuel: piano, batería, órgano, clavinet, teclados, dobro y voz - Robbie Robertson: guitarra, piano y voz Sección de vientos - Rich Cooper: trompeta y fliscorno - James Gordon: flauta, saxofón tenor y clarinete - Jerry Hay: trompeta y fliscorno - Howard Johnson: tuba, saxofón barítono, fliscorno y clarinete bajo - Charlie Keagle: clarinete, flauta y saxofones alto, tenor y soprano - Tom Malone: trombón, bombardino, flauta y trombón bajo - Larry Packer: violín eléctrico - Henry Glover: arreglos - Howard Johnson: arreglos - Tom Malone: arreglos - John Simon: arreglos - Allen Toussaint: arreglos | Músicos invitados - Paul Butterfield: armónica y voz - Bobby Charles: voz - Eric Clapton: guitarra y voz - Neil Diamond: guitarra y voz - Dr. John: piano, guitarra, congas y voz - Bob Dylan: guitarra y voz - Emmylou Harris: guitarra y voz - Ronnie Hawkins: voz - Alison Hormel: coros - Bob Margolin: guitarra - Joni Mitchell: guitarra y voz - Van Morrison: voz - Pinetop Perkins: piano - Dennis St. John: batería - John Simon: piano - Cleotha Staples: coros - Mavis Staples: coros - Roebuck "Pops" Staples: guitarra y coros - Yvonne Staples: coros - Ringo Starr: batería - Muddy Waters: voz - Ron Wood: guitarra - Neil Young: guitarra, armónica y voz |

## Posición en listas
| Año  | País           | Lista           | Posición |
| ---- | -------------- | --------------- | -------- |
| 1978 | Noruega        |                 | 15       |
| 1978 | Estados Unidos | Billboard 200   | 16       |
| 1978 | Austria        |                 | 23       |
| 1978 | Suecia         |                 | 24       |
| 1978 | Reino Unido    | UK Albums Chart | 39       |